# Crematogaster inflata
Crematogaster inflata (лат.) — вид муравьёв рода Crematogaster из подсемейства Myrmicinae (Formicidae). Юго-Восточная Азия (Борнео, Индонезия; Таиланд, Сингапур, Филиппины). Обладает уникальной двуцветной окраской: жёлтая задняя половина груди (среднегрудка и заднегрудка) и коричневая остальные части тела. Мелкие муравьи (рабочие имеют длину около 4 мм, матки крупнее). Проподеальные шипики на заднегрудке неразвиты. Основные промеры рабочих муравьёв: HW 0.86-1.08; HL 0.85-1.05; CI 101—103; SL 0.85-0.96; SI 89-98. Усики 11-члениковые (12 у самцов), булава 4-члениковая. Голова субквадратная, немного шире своей длины. Клипеус в средней части своего переднего края немного вогнутый, а его антеро-латеральные углы выступают вперёд. Стебелёк между грудкой и брюшком состоит из двух члеников: петиолюса и постпетиолюса (последний четко отделен от брюшка), жало развито, куколки голые (без кокона). Характерна возможность откидывать брюшко на спину при распылении отпугивающих веществ. Таксон был впервые описан как подвид в 1857 году английским энтомологом Ф. Смитом под названием Crematogaster deformis subsp. vacca Forel, 1911. Валидный статус вида был подтверждён в ходе родовой ревизии в 2009 году японскими мирмекологами Ш. Хосоиши (Shingo Hosoishi) и К. Огата (Kazuo Ogata; Institute of Tropical Agriculture, Kyushu University, Фукуока, Япония). Входит в состав подрода Physocrema.